# Powóz (pojazd)

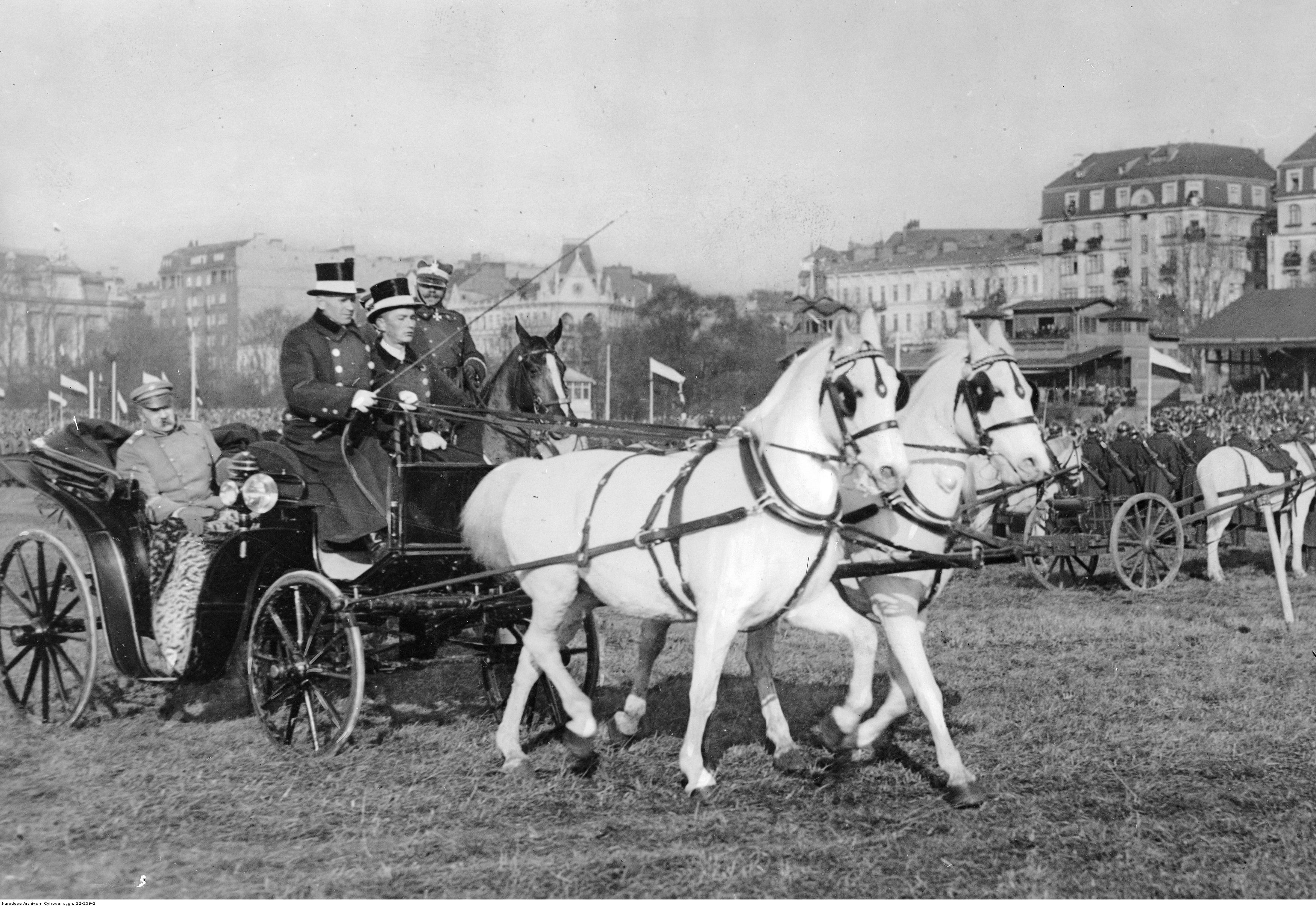
Marszałek Józef Piłsudski przybywa powozem na obchody święta 11 listopada na Polu Mokotowskim w Warszawie (1928)

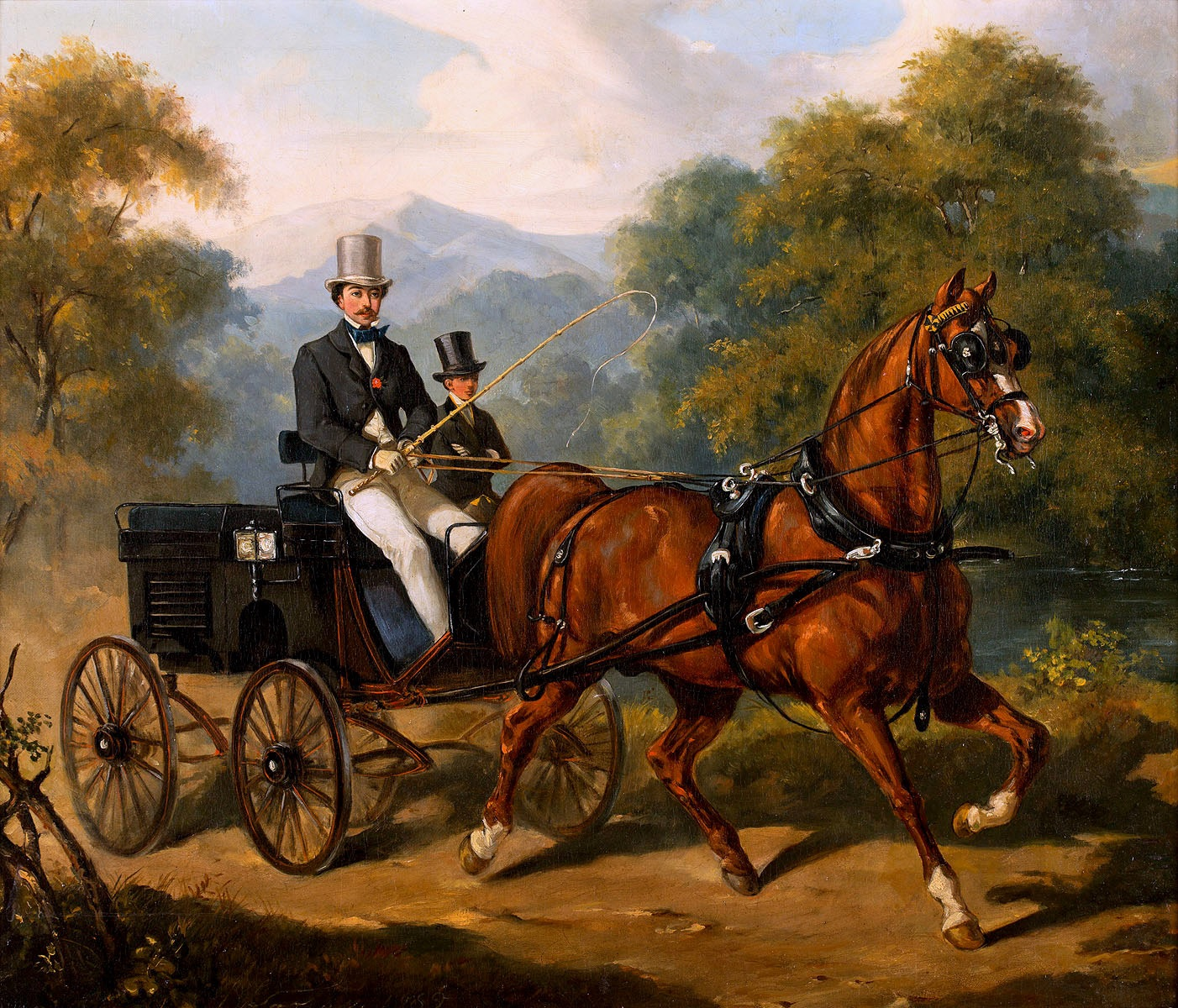
Obraz Przejażdżka powozem autorstwa Juliusza Kossaka

Powóz – ogólna nazwa osobowego pojazdu konnego, przy czym słowo „powóz” jest jednym z najstarszych terminów występujących w języku polskim o niejednoznacznym sensie. Od XVI do XVIII wieku oznaczał każdy elegancki pojazd, od wieku XIX oznaczał otwarty elegancki pojazd z ruchomą budą. 
Współcześnie powóz to typ dwu- lub czterokołowego otwartego pojazdu zaprzężonego w dwa lub cztery konie z rozkładaną budą i kozłem dla stangreta lub woźnicy. Niektóre typy powozów jak kabriolet, kalesza, lando, milord, wiktoria lub wizawa mają jedną lub dwie dające się składać budy, które są używane jedynie podczas deszczu. Powozem nazywa się także wolant, niezależnie od tego czy ma przykrycie. Powozem bywa często zwany każdy lekki, elegancki pojazd wyjazdowy lub spacerowy, obsługiwany przez służbę, powożony z kozła lub przez forysiów z koni.
W Galowicach na Dolnym Śląsku znajduje się Muzeum Powozów i Zaprzęgów.